# 대한민국 민법 제1056조
대한민국 민법 제1056조는 상속인없는 재산의 청산에 대한 대한민국 민법 조문이다.

## 조문
제1056조(상속인없는 재산의 청산): ①제1053조제1항의 공고있은 날로부터 3월내에 상속인의 존부를 알 수 없는 때에는 관리인은 지체없이 일반상속채권자와 유증받은 자에 대하여 일정한 기간 내에 그 채권 또는 수증을 신고할 것을 공고하여야 한다. 그 기간은 2월 이상이어야 한다.
②제88조제2항, 제3항, 제89조, 제1033조 내지 제1039조의 규정은 전항의 경우에 준용한다.

## 판례
- 수원지방법원 성남지원 2023. 1. 12. 선고 2021고합34 판결
- 청주지방법원 2021. 12. 15. 선고 2020가합15079 판결
- 서울남부지방법원 2017. 1. 26. 선고 2016나61172 판결